# Арианна
«Арианна» (итал. Arianna) — итальянский художественный фильм режиссёра Карло Лаваньи.

## Сюжет
Арианне девятнадцать лет и у неё до сих пор не начались менструации. Несмотря на то, что её грудь слегка увеличилась, что вызывает у неё некоторый дискомфорт, гормоны, назначенные ей гинекологом, похоже, не помогают в её половом созревании.

## Награды
На 72-м Венецианском кинофестивале фильм стал победителем в номинациях:
- Премия Федерации европейских и средиземноморских кинокритиков за лучший дебют
- Премия Nuovolmaie Talent Award за лучший дебют актрисы

## В ролях
- Ундина Куадри — Арианна
- Массимо Пополицио — Марчелло
- Валентина Карнелутти — Адель
- Коррадо Сасси — Дядя Адруино
- Блу Ди Мартино — Селеста
- Лидия Витале — Гинеколог
- Эдуардо Вальдарнини[итал.] — Мартино